# 嫁個一百分男人
《嫁個100分男人》是一套2012年的時裝、愛情喜劇片，由鄭中基、梁詠琪、杜汶澤及馮淬帆領銜主演。2012年3月15日於香港、中國大陸上映，2012年3月22日於馬來西亞上映，2012年3月25日於Youtube上映。

## 演員表
| 演員   | 角色   | 關係／暱稱 |
| 鄭中基 | 古須仁 | Baby哥 富豪 葉欣榮男友 假扮關仁追求葉欣榮 中華魅力集團總裁 收購D.O.G公司 古太之子 嘉嘉之前男友 關仁、關九之上司 誤以為被神童星買兇追殺 |
| 梁詠琪 | 葉欣榮 | 榮榮 D.O.G公司職員 關仁之助理秘書 古須仁之女友 大哥、大嫂之親人 董小強之前女友                                                         |
| 杜汶澤 | 關 仁  | 全名司徒關仁 古須仁之下屬 奉命假扮古須仁擔任D.O.G之總裁 暗戀Nicky、後為其男友 被Nicky誤為變態狂 關九之子                               |
| 馮淬帆 | 關 九  | 全名司徒關九 古家老員工 古須仁之下屬 關仁之父                                                                                          |
| 謝娜   | 麗 琪  | Nicky 關仁之追求對象、後為女友 將關仁誤為變態色情狂 葉欣榮之好友                                                                       |
| 吳君如 |        | 大嫂 大哥之妻 |
| 曾志偉 |        | 大哥 大嫂之夫 葉欣榮之兄 |
| 孟瑤   | 海 棠  | D.O.G公司職員 |
| 李菁   | 董小強 | 易名謝樂彥（粵語）、陸超明（普通話） 四線演員 與葉欣榮拍拖七年、後分手                                                                 |
| 鮑起靜 |        | 古太 古須仁之母 關仁、關九之聘主 假意患有腦退化症                                                                                      |
| 馬大明 | 神秘人 | 保鏢 奉命保護古須仁、卻被古須仁誤為追殺他的殺手                                                                                        |
| 溫超   | 神童星 | 擁有兩億財產，後因炒虧股票而剩下二百萬                                                                                                 |
| 毛俊傑 | 嘉 嘉  | 古須仁之前女友 |
| 郭德綱 |        | 飯店老闆（客串） |
| 李健仁 |        | 飯店老闆娘（客串） |
| 林妙可 | 豆腐   | |
| 張珂源 | 冬瓜   | |